# El secuestro de la bibliotecaria
El secuestro de la bibliotecaria (en inglés The Librarian and the Robbers) es un relato de literatura infantil y juvenil de la aclamada escritora neozelandesa Margaret Mahy (1936-2012), publicado originalmente en 1978. Esta divertida y original historia sumerge al lector en un encuentro inesperado entre una tranquila bibliotecaria y un grupo de torpes bandidos, explorando temas como la astucia, la amistad y el poder de la lectura en las circunstancias más insólitas. La obra se ha convertido en un clásico de la literatura infantil, apreciado por su humor y su visión ingeniosa de personajes fuera de lo común.
“ (...) La señorita Laburnum le colocó una etiqueta con un número, como si fuera un libro, y le situó en una estantería con muchos volúmenes de autores cuyos apellidos empezaban por la letra B. El bandido estaba colocado con exactitud por orden alfabético, ya que el orden alfabético es una regla esencial para cualquier bibliotecario.”

## Argumento
Esta novela de literatura infantil y juvenil  se inicia con el secuestro de la bibliotecaria Ernestina Laburnum por parte de un grupo de bandidos con la intención de estos de recibir un rescate por parte del ayuntamiento. 
Cuando la bibliotecaria les comunica que ha pasado el fin de semana con una niña que sufría de sarampión, los bandidos comienzan a preocuparse debido a que ninguno de ellos ha pasado esta enfermedad.
Conforme avanza el relato, los bandidos contraen el sarampión y recurren a la bibliotecaria para que esta encuentre una solución. Cargada con varios libros, Ernestina, se dedica a leer en voz alta las historias como medicina para curar a los bandidos.  
Tras la recuperación del grupo de bandidos, irrumpe en la trama el policía como antagonista de la historia, que busca capturar al jefe de los bandidos y encerrarlo. El policía, que entró más tarde de lo previsto en la biblioteca tras haber sufrido un pequeño incidente, preguntó rápidamente por la señorita Laburnum. 
Una vez que el policía salió de la biblioteca en busca de su carné de socio, la señorita Laburnum interrogó al jefe de los bandidos, quien le confesó que desde que les dejó de leer los cuentos, se sentían incompletos. Era por eso que quería hacerse socio de la biblioteca. Acordaron engañar al policía, diciéndole que los ejemplares que quería ya habían sido prestados a otra persona. 
Tras esto, el jefe de los bandidos hizo cada vez más frecuentes sus visitas a la biblioteca. De hecho, sus hombres se convirtieron en una de las bandas más cultas que existían.
Tras sufrir la ciudad un terremoto, los bandidos solo se preocuparon por los libros de la biblioteca y por la señorita Laburnum. Esta se encontraba en el almacén de la biblioteca aplastada por infinidad de ejemplares. El bandido-jefe ayudó a la bibliotecaria a salir con vida de tal incidente, y tras esto, le pidió matrimonio, dispuesto a dejar a un lado sus malos actos. Laburnum enseguida accedió. 
El jefe de los bandidos fue enseguida a anunciarlo a la sala principal de la biblioteca, donde los bandidos y los concejales trabajaban a conciencia para que la biblioteca volviera a funcionar con normalidad cuanto antes. Recibieron la noticia con júbilo. 
La alegría fue tal, que los bandidos dejaron de ser bandidos para convertirse en excelentes bibliotecarios, y abrieron una nueva biblioteca infantil, donde se dedicaron mano a mano a contar cuentos e interpretar obras de teatro.

## Personajes

### Principales
- Ernestina Laburnum:

Es la protagonista, trabaja como bibliotecaria y que encarna los valores propios de esta profesión. Esto se muestra en dos acciones principales: la defensa del fondo de la biblioteca cuando fue secuestrada por los bandidos que querían quedarse el libro Diccionario práctico de medicina familiar y la prohibición al policía de llevarse al jefe de los bandidos por no llevar el carnet de la biblioteca.
Además de sus cualidades profesionales es una buena persona porque cuida de los bandidos cuando tienen el sarampión y protege al jefe de los bandidos del inspector de policía.
Finalmente, la protagonista termina casándose con el jefe de los bandidos, del que lleva enamorada desde su secuestro.
- Bienvenido Bienhechor:

Es coprotagonista y jefe bandido. Es bueno, alto, joven, valiente y muy guapo, pero se metieron con él por su nombre, llamándolo “Malvenido Malhechor” y se convirtió en un bandido.
Se muestra una clara evolución de este personaje, haciéndose bibliotecario por amor a la bibliotecaria, con la que termina casándose.
Finalmente, el jefe de los bandidos termina trabajando en la biblioteca, siendo el prototipo del animador a la lectura.
- Policía:

Es el antagonista, quien quería capturar al jefe de los bandidos y a su equipo, aunque finalmente los perdonó cuando vio su valor al ir a salvar a la bibliotecaria tras un terremoto.

### Secundarios
- Bandidos:

Fueron curados del sarampión y del bandolerismo gracias a los libros. Estos personajes reflejan la importancia de la lectura y cómo esta puede cambiar a las personas, pues comenzaron secuestrando a la bibliotecaria para intercambiarla por dinero y terminaron salvando a la protagonista del terremoto y convirtiéndose en colaboradores de la biblioteca.
- Concejales:

Los concejales, a los que los bandidos les piden el rescate de la bibliotecaria. Finalmente, ayudan a los bandidos a clasificar y ordenar los fondos bibliográficos tras el terremoto.
- Niños:

Son los usuarios de los servicios de la biblioteca.

## Estructura
Esta historia sigue los esquemas expuestos por Vladimir Propp en su Morfología del cuento. En esta novela la autora, Margaret Mahy, crea una historia empleando los estereotipos de la narrativa tradicional, como el del protagonista y el antagonista y los dota de un nuevo giro en sus perspectivas. Esto se ve claramente en la decisión tomada por la autora de seleccionar al jefe de policía como personaje antagónico frente al jefe de bandidos, que originalmente se presenta como el ser que irrumpe en la cotidianidad de la bibliotecaria e induce a asumir que el va a ser el antagonista, ya que lleva a cabo el secuestro de la protagonista de la historia.  
Sin embargo, estos hechos ocurren en el primer arco narrativo de la historia presentado de forma tradicional, en el que la protagonista tiene que enfrentar un reto impuesto de forma inesperada para poder avanzar o llegar a su meta, liberarse de los bandidos. No obstante, al inicio del que se podría considerar el segundo arco narrativo de este relato presenta al que realmente va a ser el antagonista de la historia, ya que el jefe de policía irrumpe en la narración con la intención de detener a los bandidos, creando de nuevo un obstáculo para la protagonista, que enamorada del jefe de bandidos busca una solución para que este no sea detenido. 
Por lo tanto, se subvierten los estereotipos sociales en los que se presupone que el jefe de policía ha de ser el héroe o salvador y no el antagonista del relato. Este papel pasa a ser ostentado por la bibliotecaria, que en todo momento es la que idea las formas de sanar a los bandidos y posteriormente evitar que el jefe sea detenido. Finalmente la figura del jefe de los bandidos, que originalmente se podría suponer antagónica, se acaba convirtiendo en la persona salvada y en el interés romántico de la protagonista de la historia.

## Uso educativo del libro

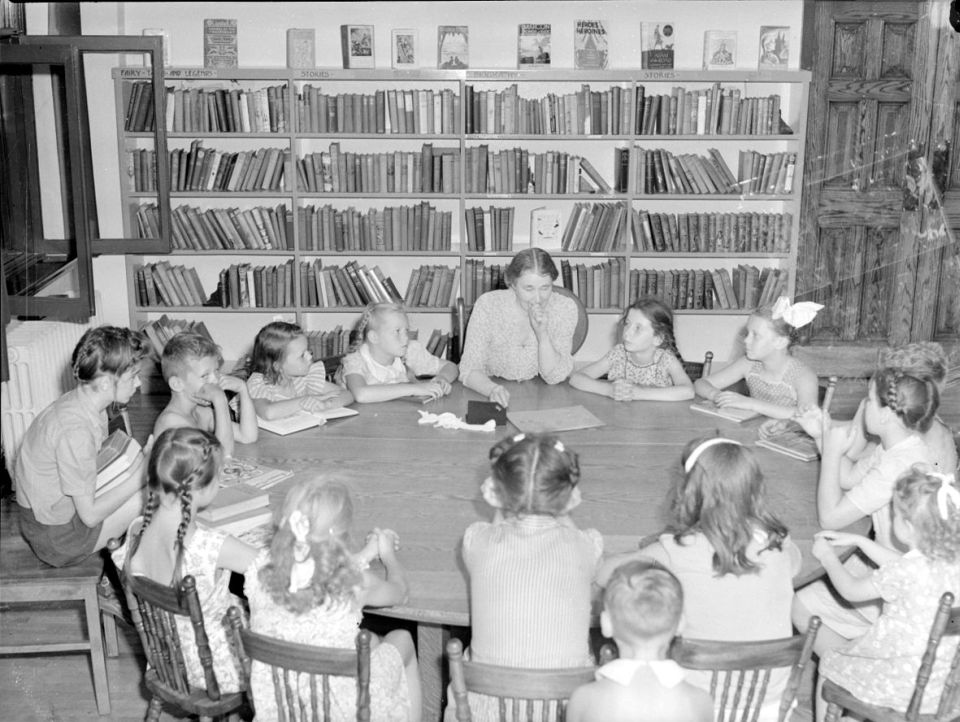
Lectura en una biblioteca.

Esta obra es considerada un clásico de la literatura infantil y juvenil. En la actualidad sigue siendo una obra vigente para realizar campañas de promoción y animación a la lectura, así como para fomentar la visibilidad pública de los profesionales de la información en las bibliotecas.

## Ediciones en España
Debido al éxito de la obra, diferentes editoriales realizaron numerosas ediciones y reimpresiones en España. Estas incluyeron versiones traducidas a lenguas cooficiales como el euskera y el catalán, ampliando así su alcance y accesibilidad para diversos públicos. El siguiente listado recoge las diferentes ediciones atendiendo a la editorial.

### Altea
Castellano:
- 1ª Edición - Mahy, M., Blake, Q. (1983). El secuestro de la bibliotecaria. Altea.
- 2ª Edición - Mahy, M., Blake, Q. (1984). El secuestro de la bibliotecaria. Altea.
- 3ª Edición - Mahy, M., Blake, Q. (1985). El secuestro de la bibliotecaria. Altea.
- Reimpresión - Mahy, M., Blake, Q. (1985). El secuestro de la bibliotecaria. Altea.
- Reimpresión - Mahy, M., Blake, Q. (1985). El secuestro de la bibliotecaria. Altea.
- Reimpresión  - Mahy, M., Blake, Q. (1985). El secuestro de la bibliotecaria. Altea.
- 5ª Edición - Mahy, M., Blake, Q. (1985). El secuestro de la bibliotecaria. Altea.
- 6ª Edición - Mahy, M., Blake, Q. (1986). El secuestro de la bibliotecaria. Altea.
- Reimpresión - Mahy, M., Blake, Q. (1990). El secuestro de la bibliotecaria. Altea.

Catalán:
- 1ª Edición Catalán - Mahy, M., Blake, Q. (1985). El segrest de la bibliotecària. Altea.
- 2ª Edición Catalán - Mahy, M., Blake, Q. (1986). El segrest de la bibliotecària. Altea.

### Alfaguara
- 1ª Edición - Mahy, M., Blake, Q. (1994). El secuestro de la bibliotecaria. Alfaguara.
- Reimpresión - Mahy, M., Blake, Q. (1999). El secuestro de la bibliotecaria. Alfaguara.
- Reimpresión - Mahy, M., Blake, Q. (2000). El secuestro de la bibliotecaria. Alfaguara.
- 2ª Edición - Mahy, M., Blake, Q. (2002). El secuestro de la bibliotecaria. Alfaguara.
- 13ª Edición - Mahy, M., Blake, Q. (2004). El secuestro de la bibliotecaria. Alfaguara.
- 14ª Edición - Mahy, M., Blake, Q. (2006). El secuestro de la bibliotecaria. Alfaguara.
- 3ª Edición - Mahy, M., Blake, Q. (2019). El secuestro de la bibliotecaria. Alfaguara.

En 2014, las editoriales Alfaguara y Altea pasaron a formar parte del grupo Penguin Random House.

### La Magrana
- 1ª Edición Catalán - Mahy, M., Blake, Q. (2001). El segrest de la bibliotecària. La Magrana.

### Loqueleo
- 1ª Edición - Mahy, M., Blake, Q. (2016). El secuestro de la bibliotecaria. Loqueleo.
- 2ª Edición - Mahy, M., Blake, Q. (2017). El secuestro de la bibliotecaria. Loqueleo.

### Begiko
- 1ª Edición Vasca - Mahy, M., Blake, Q. (2018). Liburuzaina eta gaizkileak. Begiko.

### Viena edicions
- 1ª Edición Catalán - Mahy, M., Blake, Q. (2018). El segrest de la bibliotecària. Viena Edicions.